# Басария, Симон Петрович
Симон Петрович Басария (псевдоним Симон Апсуа) — политический и общественный деятель, педагог, краевед, публицист; активный участник политических событий в Абхазии 1917—1921 годов, первый председатель Абхазского народного совета (1917—1918). Выступал за тесный союз Абхазии с Северным Кавказом, был противником политической интеграции с Грузией.

## Биография
Родился 8 декабря 1884 года в крестьянской семье в селе Кутол Кодорского участка Абхазии Сухумского округа (ныне Очамчырский район).
Закончил церковноприходскую школу в соседнем селе Бедиа. Затем учился в Сухумской горской школе, а после её окончания в 1897 году, как лучший ученик, был направлен в Горийскую духовную семинарию, которую окончил в 1902 году. В том же году в черкесском селе Касиевское Кубанской области устроился в школу преподавателем русского языка и географии; в 1903 году был переведён в Армавирское высшее начальное училище. В Армавире в 1905 году являлся членом политического кружка учителей «из красных». Вместе с группой других учителей обвинялся в антиправительственной деятельности. В 1910 году по направлению Московского общества распространения технических знаний в составе большой группы народных учителей изучал за границей постановку начального образования. Вернувшись на Северный Кавказ Симон Петрович работал в разных школах. К 1910 году относится начало его литературной деятельности. Свою первую печатную работу Симон Петрович посвятил родному краю. В 1910 году в екатеринодарском журнале «На Кавказе» появилась его статья «Забытый край», посвящённая 100-летию присоединения Абхазии к России. 1910-е годы стали временем активного творчества для начинающего исследователя. Он печатался в кавказских изданиях: «Кавказский край», «Утро Кавказа», «Отклики Кавказа», «Кубанский край», «Кубанская школа»; его корреспонденции публиковала газета «Сухумский вестник». Басария был активным сотрудником другой черноморской газеты — «Батумский вестник».
После февральской революции 1917 года С. П. Басария был избран членом Армавирского комитета общественной безопасности. В августе того же года он переехал в Абхазию. В Сухуме Басария сблизился с Асланбеком Шериповым и увлёкся идеями национального возрождения своего народа, возлагая надежды на буржуазно-помещичьи организации Союз объединённых горцев Кавказа и Абхазский народный совет (АНС) — местный орган власти Союза горцев, который возглавил Симон Басария. Но вскоре он изменил свои политические взгляды и порвал отношения с Советом, выступая против буржуазно-меньшевистской диктатуры. В феврале 1918 года, после попытки установления Советской власти в Сухуме, он вошёл в состав Военно-революционного комитета. Но вскоре вновь уехал на Северный Кавказ. В Абхазию Басария вернулся лишь в декабре 1920 года, при этом его возвращение было оговорено со стороны грузинских властей условиями, которые лишали его возможности заниматься активной политической деятельностью.
После установления Советской власти в Абхазии в марте 1921 года С. П. Басария был назначен на руководящую работу в системе Народного комиссариата просвещения. Он приветствовал первые шаги большевиков по национально-государственному устройству Абхазии, которая 31 марта 1921 года была провозглашена независимой Советской Социалистической Республикой. Однако 16 ноября 1921 года Кавбюро ЦК РКП(б) своим постановлением признало «экономически и политически нецелесообразным существование независимой Абхазии». Следствием этого решения явилось подписание 16 декабря 1921 года союзного договора между ССР Грузией и ССР Абхазией, по которому республики объединялись на федеративных началах. Будучи делегатом I съезда Советов Абхазии Симон Петрович выступил против объединения республик и в дальнейшем продолжал оставаться непреклонным противником политического сближения Абхазии с Грузией. Он усматривал в этом угрозу для государственной самостоятельности Абхазии, считал это опасным для этнокультурной самобытности абхазов, рассматривая такое сближение как негативный фактор в процессе изменения этнодемографического баланса населения республики. Симон Петрович выступал с критикой властей, если их действия не совпадали с его представлениями о насущных проблемах Абхазии. И. П. Басария занимался педагогической деятельностью в сочетании с краеведческими и историко-этнографическими изысканиями. В 1923 году вышел его главный труд абхазоведческих исследований — «Абхазия в географическом, этнографическом и экономическом отношении». В последние годы своей жизни Симон Петрович работал директором абхазского филиала Института усовершенствования учителей Грузии.
В октябре 1937 года в сухумской газете «Советская Абхазия» появилась статья, в которой Басария обвинялся в буржуазном национализме. В сентябре 1941 года он был арестован по обвинению в принадлежности к «нелегальной контрреволюционной национал-социалистической организации», где ему была отведена роль главного идеолога. На закрытом заседании Военного трибунала НКВД Грузии С. П. Басария был приговорён к высшей мере наказания и расстрелян 27 мая 1942 года. Реабилитирован военной коллегией Верховного Суда СССР 7 августа 1958 года.

## Семья
- Жена — В. Н. Тусишвили-Басария[К 3].

## Критика
Абхазский историк О. X. Бгажба пишет, что книга Басария «Абхазия в географическом, этнографическом и экономическом отношении» содержит много интересных сведений, но склонна к чрезмерному возвеличиванию достоинств абхазского народа.